# Madhur
Madhur es una ciudad censal situada en el distrito de Kasaragod en el estado de Kerala (India). Su población es de 12685 habitantes (2011). Se encuentra a 4 km de Kasaragod y a 47 km de Mangalore.

## Demografía
Según el censo de 2011 la población de Madhur era de 12685 habitantes, de los cuales 6218 eran hombres y 6467 eran mujeres. Madhur tiene una tasa media de alfabetización del 90,46%, superior a la media estatal del 94%: la alfabetización masculina es del 93,82%, y la alfabetización femenina del 87,31%.